# Surinam en los Juegos Olímpicos de Múnich 1972
Surinam estuvo representado en los Juegos Olímpicos de Múnich 1972 por dos deportistas masculinos que compitieron en dos deportes.
El equipo olímpico surinamés no obtuvo ninguna medalla en estos Juegos.